# Relaciones internacionales de Ecuador

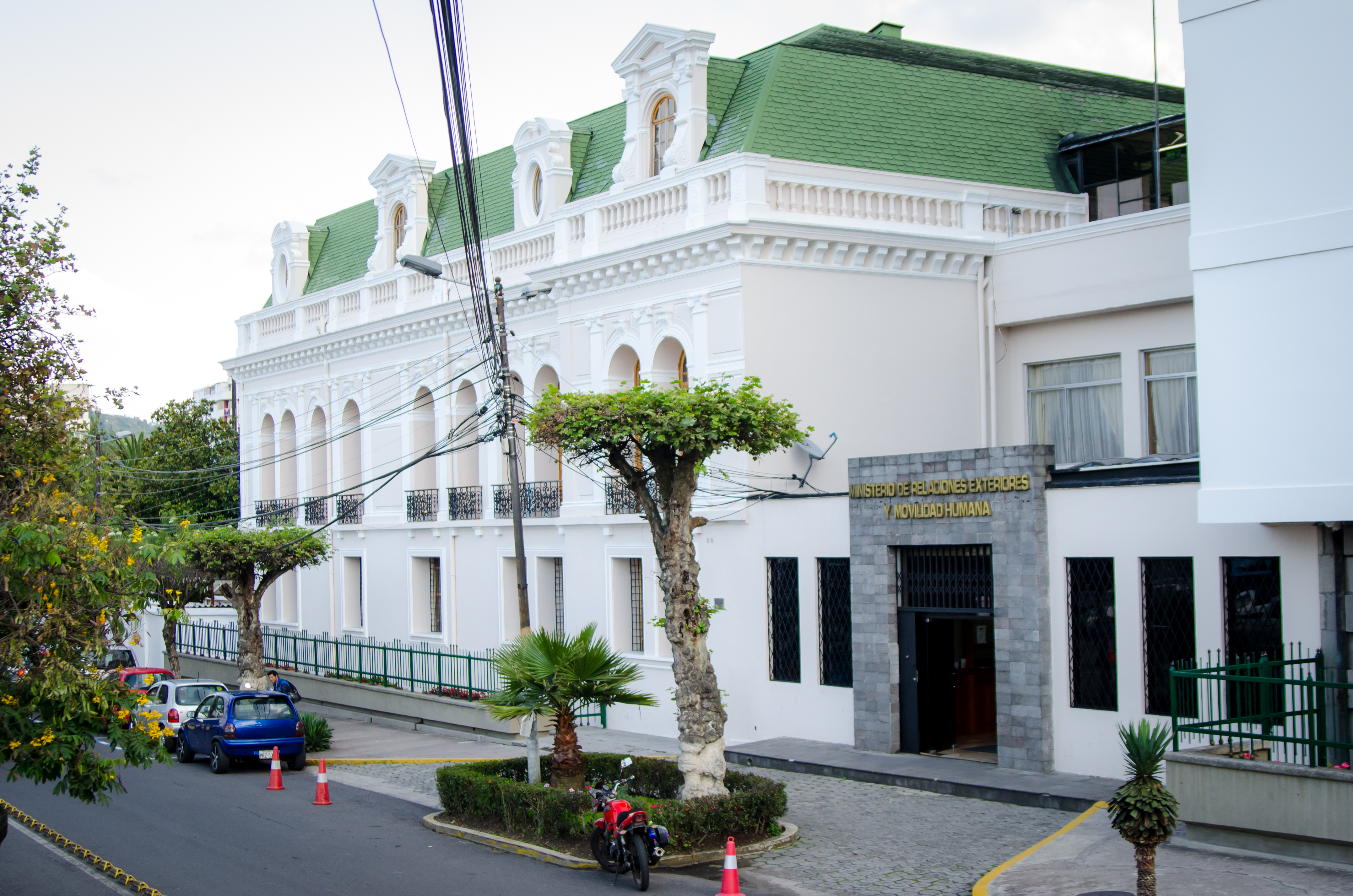
El edificio del Ministerio de Relaciones Exteriores del Ecuador.

Las relaciones exteriores de la República del Ecuador son el conjunto de relaciones diplomáticas y de otra naturaleza que la República del Ecuador mantiene con otros Estados soberanos.

## Sudamérica

### Chile

#### Acuerdo de Integración Comercial 2020
El 13 de agosto del 2020 se firmó el Acuerdo de Integración Comercial entre la República de Ecuador y Chile a través de un enlace virtual. El acuerdo, firmado por los presidentes, Lenín Moreno y Sebastián Piñeira, reemplazará el acuerdo de complementación económica número 65 firmado el 10 de marzo de 2008.
El nuevo Acuerdo contiene 24 capítulos, que incluyen asuntos agrícolas, compras públicas, acceso a mercados, comercio electrónico, entre otros.
710 empresas ecuatorianas que exportan 1.614 millones anuales a Chile serán las principales beneficiadas del tratado. Según el Mandatario ecuatoriano, el maíz y el arroz se podrán exportar en mejores condiciones a Chile, mientras que el azúcar y sus subpartidas, que representan 21 mil toneladas, podrán ir libre de aranceles.
Ecuador y Chile ya contaban con un tratado llamado de Complementación Económica, que estaba vigente desde el 2010. Ese documento permite que el 97% de bienes ecuatorianos enviados a ese mercado no esté gravado con aranceles. El nuevo texto logra una cobertura del 100% para Ecuador.

## Norteamérica

### Estados Unidos

#### Restauración de las relaciones bilaterales entre Ecuador y EE. UU. después de ocho años
En julio de 2019 se realizó el primer acercamiento entre el Gobierno de Ecuador, durante el mandato de Lenín Moreno, y el de Estados Unidos, de Donal Trump, a través del secretario de Estado, Mike Pompeo. 
El Ejecutivo de la Casa Blanca señaló que desde mayo de 2019 se inició formalmente el diálogo político bilateral después de 8 años de ruptura de las relaciones entre los dos países. Durante la reunión oficial, realizada en Guayaquil, se retomaron, además, temas como la crisis venezolana, un posible acuerdo comercial -que actualmente se está desarrollando-, defensa, educación, la lucha contra la corrupción y el crimen organizado y ciberseguridad. 
Estados Unidos es el primer socio comercial de Ecuador. En el periodo enero - agosto de este año, EU ocupó el primer destino para las exportaciones no petroleras, teniendo una participación del 22,3% del total de las exportaciones no petroleras del Ecuador al mundo.

##### Acuerdo Primera Fase
El 8 de diciembre de 2020, Ecuador y Estados Unidos, después de 2 años de acercamientos, firmaron un Acuerdo de Primera Fase que es el primer paso para un futuro tratado comercial ampliado. 
El Acuerdo de Primera Fase está compuesto por cuatro pilares de fácil implementación; el primero, de facilidades para el comercio internacional, cuyo objetivo es eliminar aquellos aspectos que traban el intercambio comercial entre ambos países, simplificar los procesos aduaneros y reducir la tramitología; también contribuirá una implementación efectiva del Acuerdo de Facilitación de Comercio de la Organización Mundial del Comercio, del cual Ecuador es parte desde 2019.
El segundo capítulo tiene relación con el fortalecimiento de la coordinación interinstitucional en la elaboración e implementación de regulaciones relacionadas al comercio e inversiones, basadas en normas y prácticas internacionales, que contribuirá a una marco de seguridad jurídica esenciales para atraer y mantener, la inversión proveniente de ambos países; institucionalizar, y, reducir procesos o regulaciones que encarecen las operaciones de comercio exterior por ser innecesarios o estar duplicados.
El tercer capítulo está vinculado a las facilidades de negociación que tendrán las mipymes, con la reducción y simplificación de procesos aduaneros para potenciar el intercambio comercial, lo que permitirá más oportunidades y su integración a las cadenas de valor.
El cuarto capítulo está ligado a la eliminación de la corrupción dentro del comercio internacional para garantizar un intercambio justo, seguro, y verdadero; fortalecer y automatizar los mecanismos de control en los procesos de comercio exterior; y, recibir cooperación para modernizar los procesos aduaneros y sistematización de los requisitos de las operaciones aduaneras y así reducir los procesos que encarecen las exportaciones.

## Europa

### Acuerdo Comercial con la Asociación Europea de Libre Comercio
Luego de un proceso de negociación comercial que inició en 2016 y concluyó en 2018, con la suscripción del Acuerdo Comercial con la Asociación Europea de Libre Comercio EFTA, hoy se consolidó este proceso de manera positiva, con la aprobación del Acuerdo por la Asamblea Nacional en abril de este año, y ratificado por el presidente de la República, Lenín Moreno, el 24 de junio, para ser publicado en el Registro Oficial.
El bloque del EFTA lo conforman Suiza, Noruega, Islandia y Liechtenstein, países que no forman parte de la Unión Europea. El tratado permitirá el acceso de productos ecuatorianos a todo el mercado de Europa con arancel 0%. En contrapartida, Ecuador desgravará el arancel para los productos de EFTA en períodos que van de 0 a 17 años. Además ofrece oportunidades de exportación para productos de mipymes y de la economía popular y solidaria.

### Reino Unido e Irlanda del Norte
A través del Decreto 1110, el presidente, Lenín Moreno, ratificó el Acuerdo Comercial entre Ecuador y Reino Unido e Irlanda del Norte emitido el 27 de julio de 2020. Con este Acuerdo, Ecuador mantiene su relación comercial con la quinta economía del mundo y el segundo más importante dentro de la Unión Europea para sus productos, como el banano, camarones, flores y vegetales en conserva. 
Con la entrada en vigencia del Acuerdo, después del 31 de diciembre de 2020, el 95% de productos ecuatorianos llegará a ese mercado sin pagar aranceles. Los intercambios entre ambos países suman USD 284 millones al año, con una balanza favorable para Ecuador.